# Juan Ayra
Juan Ayra (ur. 23 czerwca 1911, zm. 26 października 2008) – kubański piłkarz, reprezentant kraju. Podczas kariery występował na pozycji bramkarza.

## Kariera klubowa
Podczas kariery piłkarskiej Juan Ayra występował w klubie CD Centro Gallego. Z Centro sześciokrotnie zdobył Mistrzostwo Kuby w: 1931, 1932, 1937, 1938, 1939 i 1940 roku.

## Kariera reprezentacyjna
Juan Ayra występował w reprezentacji Kuby w latach trzydziestych. W 1938 roku uczestniczył w mistrzostwach świata. Na mundialu we Francji wystąpił w wygranym 2-1 powtórzonym spotkaniu I rundy z Rumunią.